# Dublany (województwo podlaskie)
Dublany (białorus. Дубляны)– wieś w Polsce położona w województwie podlaskim, w powiecie białostockim, w gminie Michałowo. Leży w pobliżu granicy z Białorusią.

## Opis
Dublany to dawna wieś szlachecka, która w końcu XVIII wieku położona była w powiecie wołkowyskim województwa nowogródzkiego Wielkiego Księstwa Litewskiego.
Według Powszechnego Spisu Ludności z 1921 roku wieś liczyła 15 domów i 86 mieszkańców (47 kobiet i 39 mężczyzn), wszyscy mieszkańcy wsi zadeklarowali wówczas narodowość białoruską oraz wyznanie prawosławne. W okresie dwudziestolecia międzywojennego miejscowość znajdowała się w gminie Hołynka w powiecie grodzieńskim.
W latach 1975–1998 miejscowość administracyjnie należała do województwa białostockiego.
Prawosławni mieszkańcy wsi przynależą do parafii św. Apostoła Jana Teologa w Mostowlanach.